# Саронически залив
Сароническият или Саронският залив (на гръцки: Σαρωνικός κόλπος) е залив в Централна Гърция, най-големият залив на Егейско море. Намира се на изток от Коринтския провлак, между Атика и Пелопонес.
Чрез Коринтския канал е свързан с Коринтския залив на Йонийско море. Във водите на залива се намират Сароническите острови. На брега на Сароническия залив е разположено най-голямото пристанище на Гърция и в частност на Атина – Пирея, както и редица по-малки, но важни гръцки селища, като Мегара, Елевсина и Епидавър. В акваторията на залива през античността се разиграва битката при Саламин.